# San José de Gracia (gmina)
San José de Gracia – gmina w północnej części meksykańskiego stanu Aguascalientes. Według spisu ludności z roku 2015, gminę zamieszkuje 8896 mieszkańców. Gęstość zaludnienia wynosi 10 osób na kilometr kwadratowy. Stolicą jest miasto o tej samej nazwie – San José de Gracia.
Gmina San José de Gracia graniczy z Rincón de Romos i Pabellón de Arteaga od wschodu, a z Calvillo i Jesús María od południa.

## Miasta i wsie
Według spisu z 2010 roku największymi miastami i wsiami gminy są:
| Nazwa                        | Ludność |
| ---------------------------- | ------- |
| San José de Gracia           | 4927    |
| San Antonio de los Ríos      | 1043    |
| Paredes                      | 1017    |
| La Congoja                   | 435     |
| Rancho Viejo                 | 231     |
| Santa Elena de la Cruz       | 130     |
| El Tecongo                   | 116     |
| Boca del Túnel de Potrerillo | 110     |
| Potrero de los López         | 105     |